# Beta Pictoris
Beta Pictoris (β Pictoris oder kurz β Pic) ist der zweithellste Stern im Sternbild Maler. Der massereiche, heiße Stern befindet sich in einer Entfernung von etwa 63 Lichtjahren und spielt in der Geschichte der Astronomie eine bedeutende Rolle. Der Stern ist Mitglied und Namensgeber des β-Pictoris-Bewegungshaufens. In seinem Orbit wurde per direkter Beobachtung im Jahre 2008 ein Exoplanet entdeckt.

## Eigenschaften
Der Stern Beta Pictoris ist mit etwa 20 Mio. Jahren noch extrem jung und befindet sich erst am Beginn der Hauptreihenphase. Wegen Pulsationen schwankt seine scheinbare Helligkeit geringfügig zwischen 3,80 und 3,86 mit einer Periode von nur 37 Minuten.

## Geschichte
1983 wurde mit dem Infrarotsatelliten IRAS um Beta Pictoris eine Staubscheibe entdeckt, ein Jahr später wurde diese mit einem erdgebundenen Teleskop fotografiert. Die Staubscheibe weist einen Radius von 400 Astronomischen Einheiten auf. In der Staubscheibe könnten sich möglicherweise Planeten bilden. 1995 deuteten Aufnahmen des Hubble-Weltraumteleskops auf eine Verbiegung des inneren Bereichs der Scheibe hin. Erneute Hubble-Weltraumteleskop-Beobachtungen mit der hochauflösenden Advanced Camera for Surveys konnten nachweisen, dass die verbogene Scheibe in Wirklichkeit aus zwei um 4 Grad geneigten, ineinander laufenden Staubscheiben besteht. Ein Erklärungsmodell war die Annahme eines Planeten oder Braunen Zwerges von 20 Jupitermassen, der den Stern umrundet.
Auf einem im Jahr 2003 mit dem VLT aufgenommenen Bild wurde im Jahr 2008 nahe bei Beta Pictoris ein Objekt mit etwa achtfacher Jupitermasse gefunden. Nachdem dieses in späteren Aufnahmen zunächst nicht mehr aufgetaucht war, konnte es auf einem im Herbst 2009 aufgenommen und im Juni 2010 ausgewerteten Bild erneut ausfindig gemacht werden (Anne-Marie Lagrange u. a.). Mit dieser Beobachtung wurde somit die Existenz eines Exoplaneten nachgewiesen, der Beta Pictoris in einer Entfernung umkreist, die etwa der Umlaufbahn des Saturn um die Sonne entspricht. Ferner war es damit erstmals gelungen, ein solches Objekt auf Positionen beiderseits seines Zentralgestirns festzuhalten. Möglicherweise ist ein Durchgang des Beta Pictoris b genannten Exoplaneten für einen leichten Helligkeitsabfall an Beta Pictoris verantwortlich, der im Jahr 1981 stattgefunden hat und bereits in einer 1995 veröffentlichten Analyse von auf La Silla gewonnenen Daten des Observatoriums der Universität Genf aufgefallen war. Bei weiteren Beobachtungen wurde festgestellt, dass Beta Pictoris b eine Rotationsdauer von nur etwa 8 Stunden hat.
2019 wurde die Masse des Exoplaneten auf 12,9 ± 0,5 MJ bei etwa 1.65 RJ bestimmt, womit es sich beim Planeten beinahe um einen Braunen Zwerg handelt. Die große Halbachse der Umlaufbahn des Planeten um seinen Zentralstern beträgt 11,8 ± 0,9 AE und er benötigt etwa 30 Jahre für einen Umlauf.

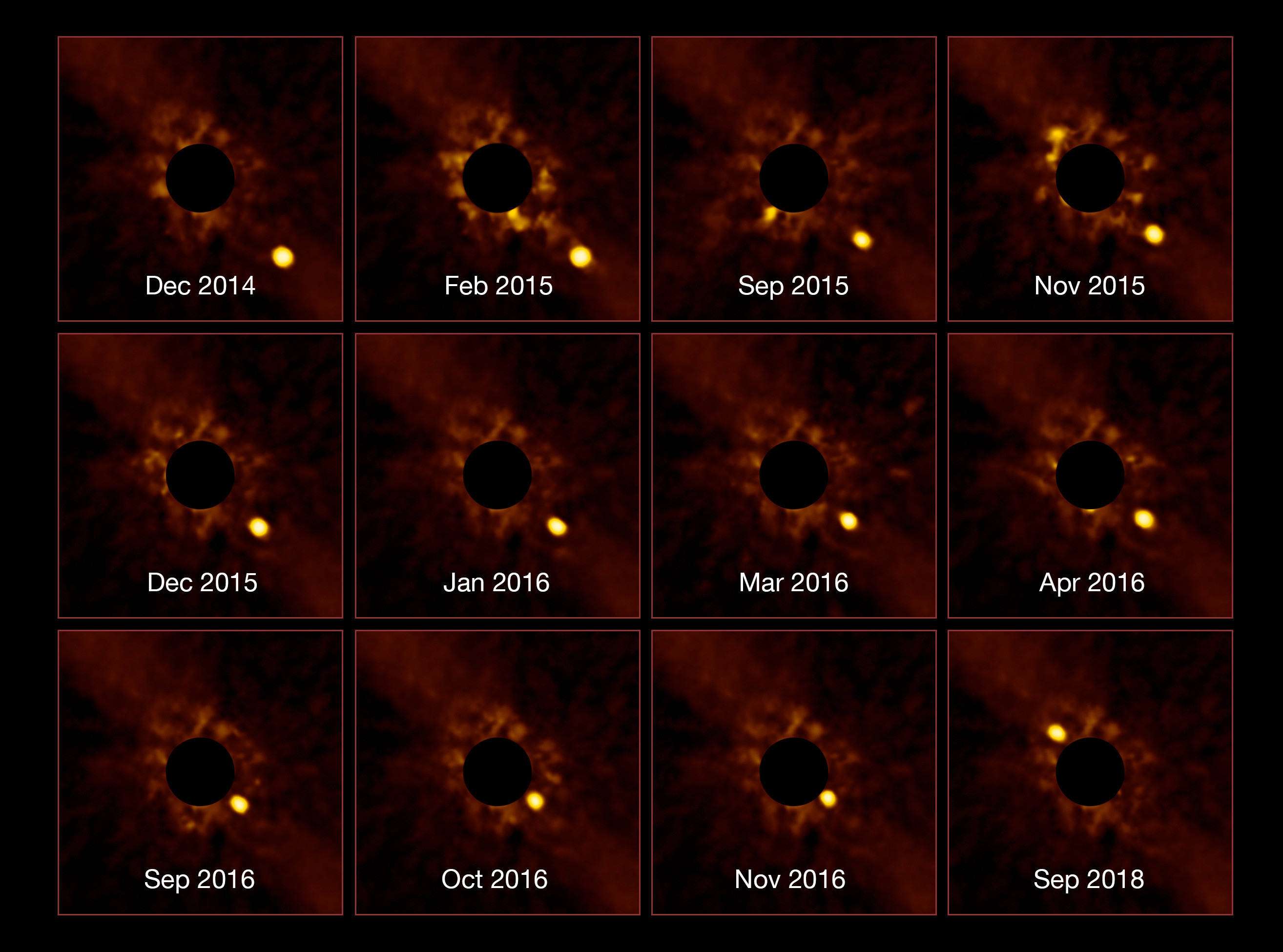
Zeitrafferaufnahmen des Planeten Beta Pictoris b, aufgenommen am VLT

Im August 2019 wurde die Entdeckung eines zweiten Planeten bekanntgegeben: Beta Pictoris c hat etwa die 9-fache Masse von Jupiter. Seine mittlere Entfernung zum Zentralstern entspricht etwa einem Drittel der von Beta Pictoris b.